# Daheim + unterwegs
daheim + unterwegs war ein Magazin im WDR Fernsehen, das – außer an Feiertagen – montags bis freitags von 16:15 bis 18:00 Uhr ausgestrahlt wurde und sich mit den Themenkreisen Ernährung, Garten, Gesundheit, Reise und Verbraucherinformationen beschäftigt hat.
Die Informationssendung wurde in wechselnder Besetzung von einem Moderatorenpaar, das meist aus einem Mann und einer Frau bestand, moderiert.
Am 28. April 2011 wurde die 2000. Ausgabe, am 18. August 2017 die letzte Ausgabe gesendet. Seit dem 21. August 2017 heißt die Sendung mit einem neuen Konzept Hier und heute.

## Ablauf der Sendung
Im Studio waren regelmäßig Prominente (Schauspieler, Sänger und Buchautoren) sowie Experten zu Gast. Außerdem wechselten sich Studiogespräche und Reportagen ab.
Regelmäßig wirkte in der Sendung ein Studiohund mit, zunächst bis Mai 2007 die Golden-Retriever-Hündin Paula, seit Oktober 2007 die Mischlingshündin Lotte (Labrador Retriever und Collie).
Montags bis freitags wurden folgende Rubriken ausgestrahlt: um 16:15 und 17:35 Uhr jeweils zehnminütig Ihr Thema, das sich auf aktuelle Themen aus den Nachrichten bezog, um 16:25 Uhr 20-minütig Wir in NRW, das sich mit lokalen Sachverhalten auseinandersetzte, um 16:45 Uhr 20-minütig Service, um 17:25 Uhr 10-minütig fit & gesund und um 17:45 Uhr 15-minütig Wir in Deutschland, das deutschlandweit relevante Themen behandelte. Ferner wurde um 17:05 Uhr 20-minütig Mein Daheim ausgestrahlt, das sich mit wechselnden Themen beschäftigte, am Montag mit Heimwerken, am Dienstag mit Kochen, am Mittwoch mit Backen, am Donnerstag mit dem Hobby Garten und am Freitag mit der Rubrik Unterwegs: Reise.

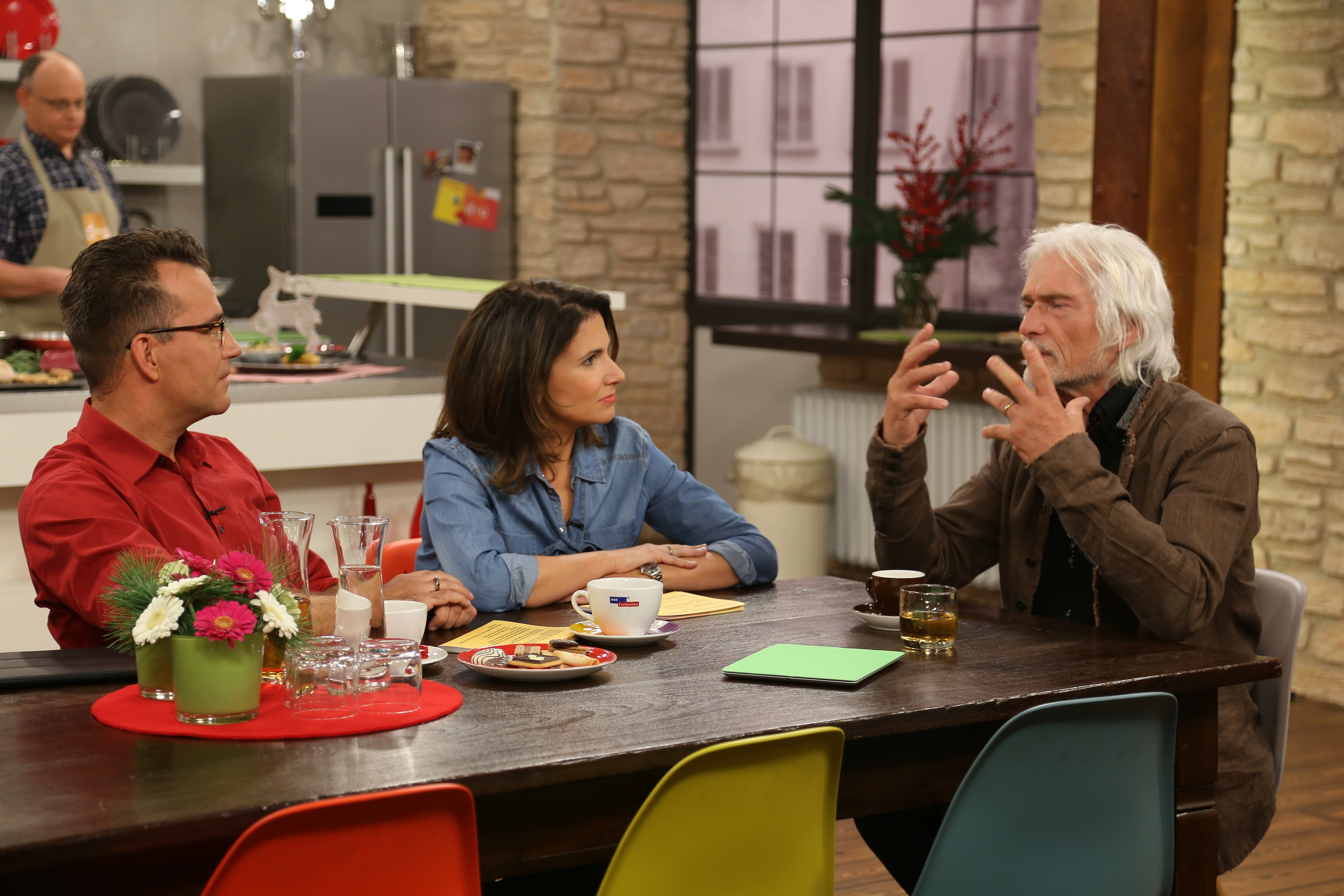
Typische Gesprächssituation am Tisch, hier mit Studiogast Willy Seidel (rechts)
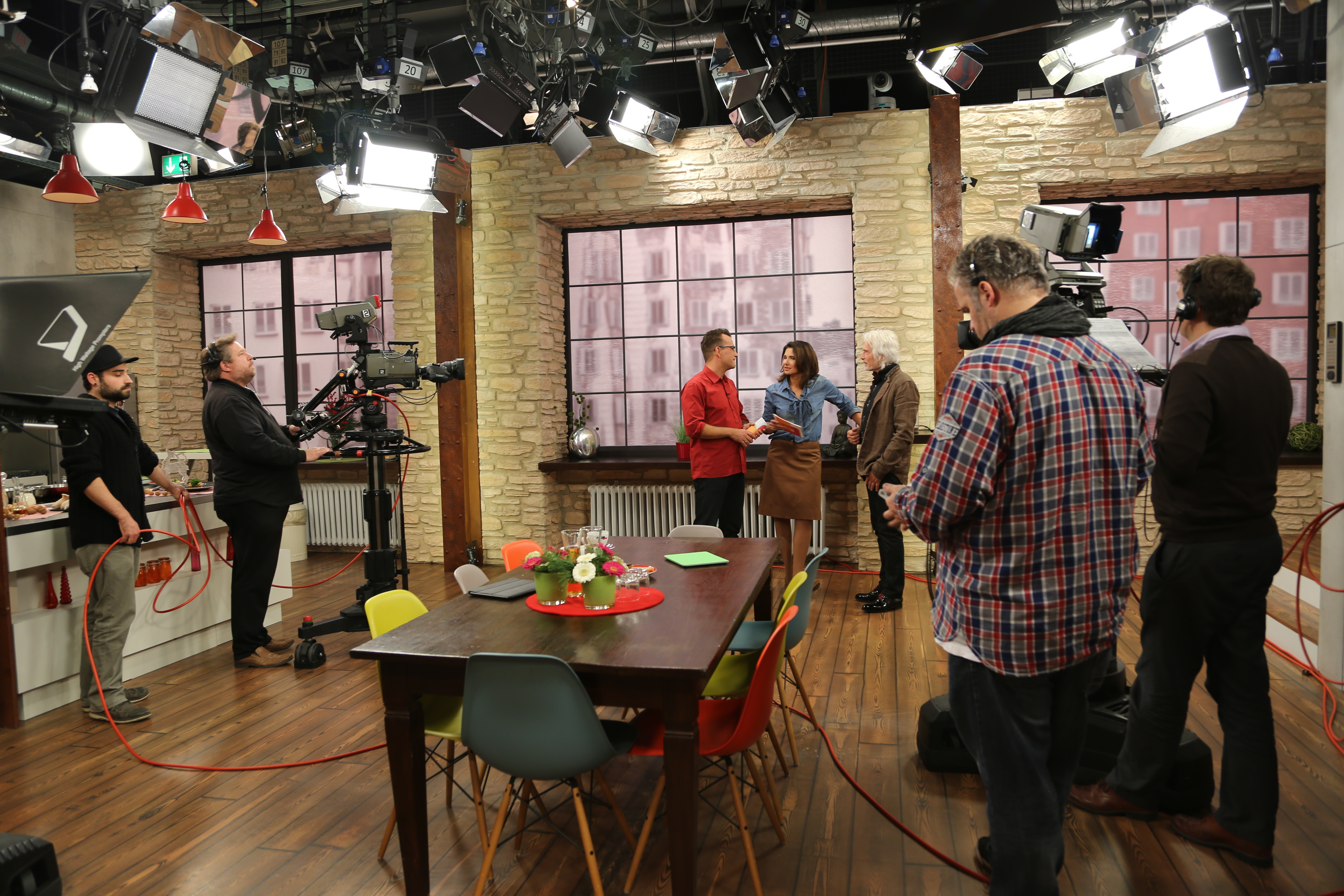
Liveaufnahme im Daheim + unterwegs-Studio
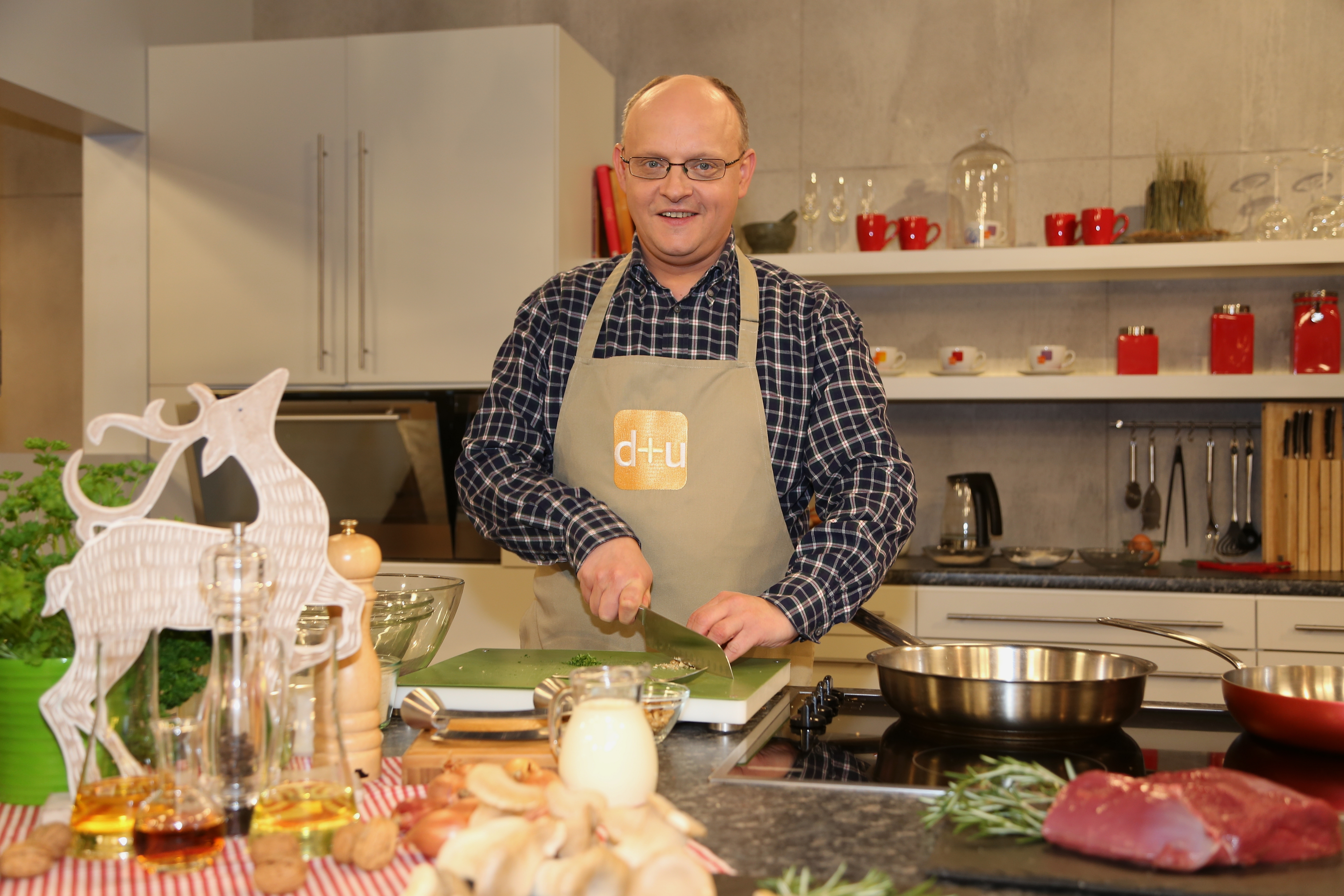
Studiokoch Mario Kalweit in Aktion
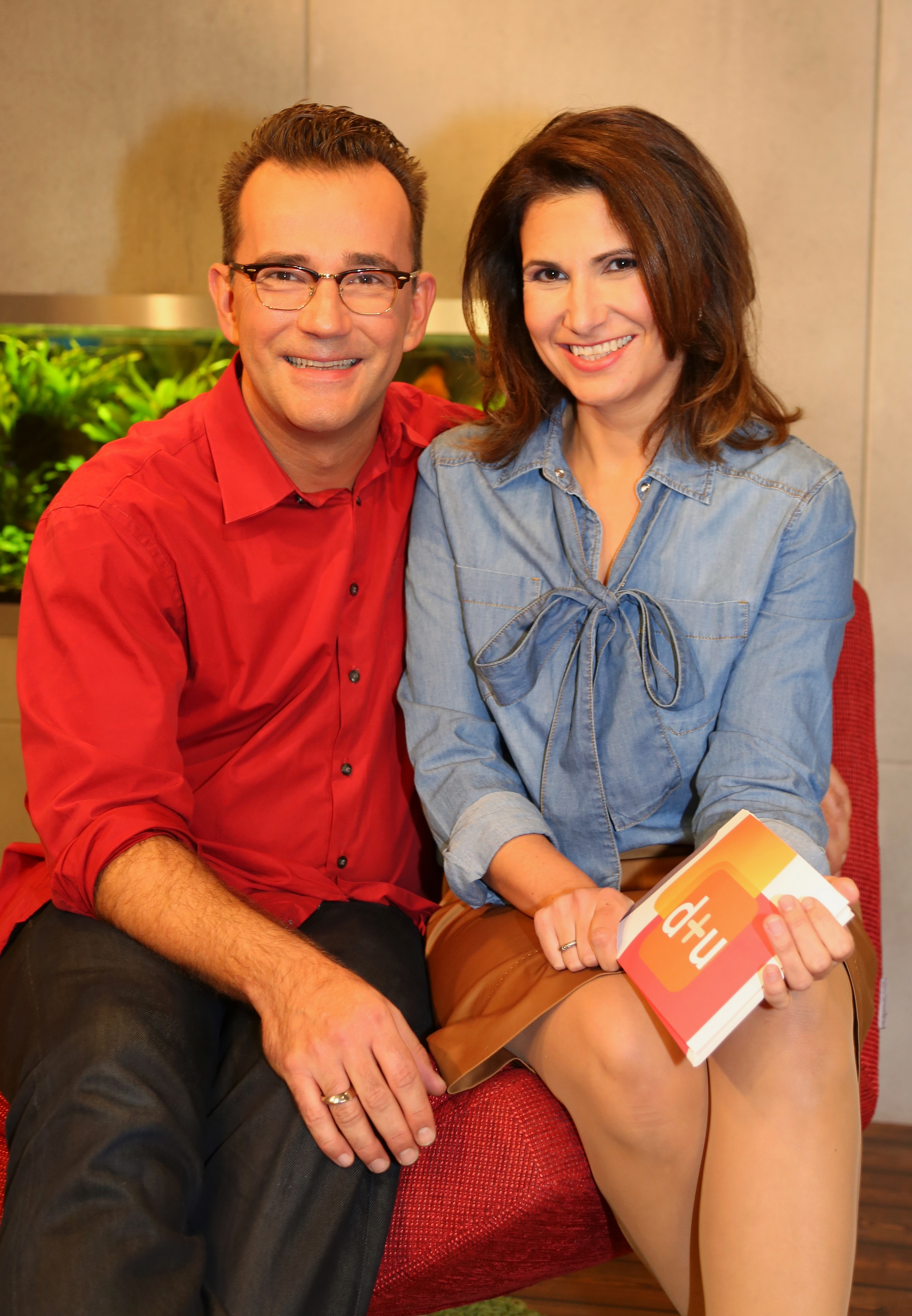
Moderatorenduo René le Riche und Eva Assmann

## Sonstiges
Bis Mitte der 1990er-Jahre gab es auf WDR 2 eine Radiosendung, die ebenfalls den Titel daheim und unterwegs trug. Sie wurde vormittags gesendet und lief unter dem Motto Gespräche und Musik am Vormittag.